# Hamilton, Illinois
Hamilton là một thành phố thuộc quận Hancock, tiểu bang Illinois, Hoa Kỳ. Năm 2010, dân số của thành phố này là 2951 người.

## Dân số
Dân số qua các năm:
- Năm 2000: 3029 người.
- Năm 2010: 2951 người.